# استدلال دائري
الاستدلال الدائري (يعرف أيضًا باسم المنطق الدائري) هو مغالطة منطقية يبدأ فيها الاستدلال بما يحاول استنتاجه. غالبًا ما تكون مكونات مراحل الاستدلال الدائري صحيحة منطقياً لأنه إذا كانت الفرضية صحيحة فيجب أن تكون النتيجة صحيحة. الاستدلال الدائري ليس مغالطة منطقية رسمية بل هو خلل واقعي في الحجة المطروحة حيث تكون الحجج بحاجة إلى إثبات أو دليل بقدر النتيجة المطلوبة، ونتيجة لذلك تفشل الحجة في إثبات المطلوب منها. من الطرق الأخرى للتعبير عن المغالطة هي أنه لا يوجد سبب لقبول الحجج ما لم يعتقد المرء مسبقًا بالاستنتاج، أو أن الحجج لا تقدم أي أساس مستقل أو دليل على الاستنتاج. ترتبط مغالطة المصادرة على المطلوب ارتباطًا وثيقًا بالاستدلال الدائري، وتشير الاثنتان في الاستخدام الحديث عمومًا إلى نفس الشيء.
غالبًا ما يكون الاستدلال الدائري كما يلي: (A صحيح لأن B صحيح، وB صحيح لأن A صحيح.) يمكن أن يكون من الصعب اكتشاف الدائرية إذا كانت تحوي سلسلة طويلة من المراحل. استخدم الباحث دوغلاس والتون المثال التالي عن استدلال دائري خاطئ:
ولنجتون في نيوزيلندا.
لذلك، ولنجتون في نيوزيلندا.
وأشار إلى أنه على الرغم من أن الحجة صحيحة استنتاجيًا إلا أنه لا يمكنها إثبات أن ولنجتون موجود في نيوزيلندا لأنها لا تحتوي على أدلة مختلفة عن الاستنتاج. يعني أن الاقتراح لا يفي بشرط إثبات البيان، وبالتالي فهي مغالطة. ويقترح أن سياق الحوار هو ما يدل على كون الاستدلال الدائري مغالطة: إذا كانت النتيجة تشكل جزءًا من الحجة فهي مغالطة. [5] لاحظ هيو غوش نقلاً عن سيدربلوم وبولسن 1986: 109 أنه قد يكون من الصعب كشف الحقائق غير المنطقية رسمياً:
كل جسم يملك كثافة أقل من كثافة الماء سوف يطفو، لأن كل جسم كثافته أقل من كثافة من الماء سوف يطفو» يبدو استنتاجا غبيًا، ولكن: «كل جسم يملك كثافة أقل من كثافة الماء سوف يطفو، لأن مثل هذه الأجسام لن تغرق في الماء.

## مسألة الاستقراء
يلاحظ جويل فاينبرج وروس شافر لانداو أن «استخدام المنهج العلمي للحكم على المنهج العلمي هو استدلال دائري». يحاول العلماء اكتشاف قوانين الطبيعة والتنبؤ بما سيحدث في المستقبل بناءً على تلك القوانين. ومع ذلك ووفقًا لمسألة الاستقراء لديفيد هيوم: لا يمكن إثبات العلم بشكل استقرائي بواسطة الأدلة التجريبية، وبالتالي لا يمكن إثبات العلم علمياً. ستكون هناك حاجة إلى الطعن في مبدأ الوتيرة الواحدة الذي يحتاج إلى التزام الدقة الاستقرائية في التنبؤات القائمة على القوانين التي نجحت فقط في تعميم الملاحظات السابقة. لكن كما نوّه برراند راسل: «إن طريقة افتراض ما نريده لها العديد من المزايا، وهي نفس المزايا التي تميز السرقة على العمل الشريف».